# ساموئل چیس
ساموئل چیس (به انگلیسی:Samuel Chase؛ ۱۷ آوریل ۱۷۴۱ – ۱۹ ژوئن ۱۸۱۱) قاضی دستیار دیوان عالی آمریکا و از امضاکنندگان اعلامیهٔ استقلال آمریکا در کسوت نمایندهٔ مریلند بود. در اوان زندگی، از طرفداران دوآتشهٔ اختیارات بیشتر برای ایالات (ضد فدرالیست) و از انقلابیون بود. آرای سیاسی او با گذر زمان تغییر فاحشی کرد بطوری که در دههٔ آخر عمرش به یکی از هواداران پر و پا قرص فدرالیسم (اختیارات بیشتر برای دولت مرکزی) مبدل گشت و به اتهام دخالت دادن گرایش‌های حزبی‌اش در تصمیم‌گیری‌های قضایی استیضاح شد اما توسط سنا تبرئه و در مقامش ابقا شد.